# Ma Kong
Die Ma Kong ist ein Zerstörer der Kidd-Klasse, welcher ursprünglich unter dem Namen Chandler durch die United States Navy in Dienst gestellt wurde.

## Geschichte
1978 wurde der Zerstörer bei Ingalls Shipbuilding durch die United States Navy in Auftrag gegeben. Ursprünglich sollte das Schiff als zukünftige Andushirvan für den Iran gebaut werden. Nach der iranischen Revolution wurde der Vertrag allerdings aufgelöst und das Schiff 1981 als USS Chandler (DDG-996) durch die US Navy selbst in Dienst gestellt. Namensgeber war Admiral Theodore E. Chandler. 
Der erste Einsatz 1984 führte die Chandler in den Westpazifik, der zweite 1986 in den persischen Golf. 1987 rettete sie 41 Besatzungsmitglieder des in Brand geratenen zypriotischen Supertanker Pivot. Außerdem war sie Teil der Operation Earnest Will. 1988 fuhr der Zerstörer wiederum in den Westpazifik und von da aus während des Iran-Irak-Krieges wiederum in den persischen Golf.
Anfang der 1990er legte die Chandler eine Werftliegezeit bei Todd Pacific Shipyards ein, in der unter anderem das New Threat Upgrade installiert wurde. 1991 nahm sie an Operation Desert Storm teil, wo sie Luftschutz für Schiffe in der Straße von Hormus leistete. 1993 fuhr das Schiff als Teil einer Trägerkampfgruppe unter Führung der Abraham Lincoln im Persischen Golf, wo es an der Operation Southern Watch teilnahm. Ab Oktober hielt sich die Kampfgruppe dann vor Somalia auf.
Die Chandler wurde am 23. September 1999 außer Dienst gestellt und 2001 an die Republik China (Taiwan) verkauft, wo sie seit Ende 2006 als Ma Kong fährt.